# Borzechowo

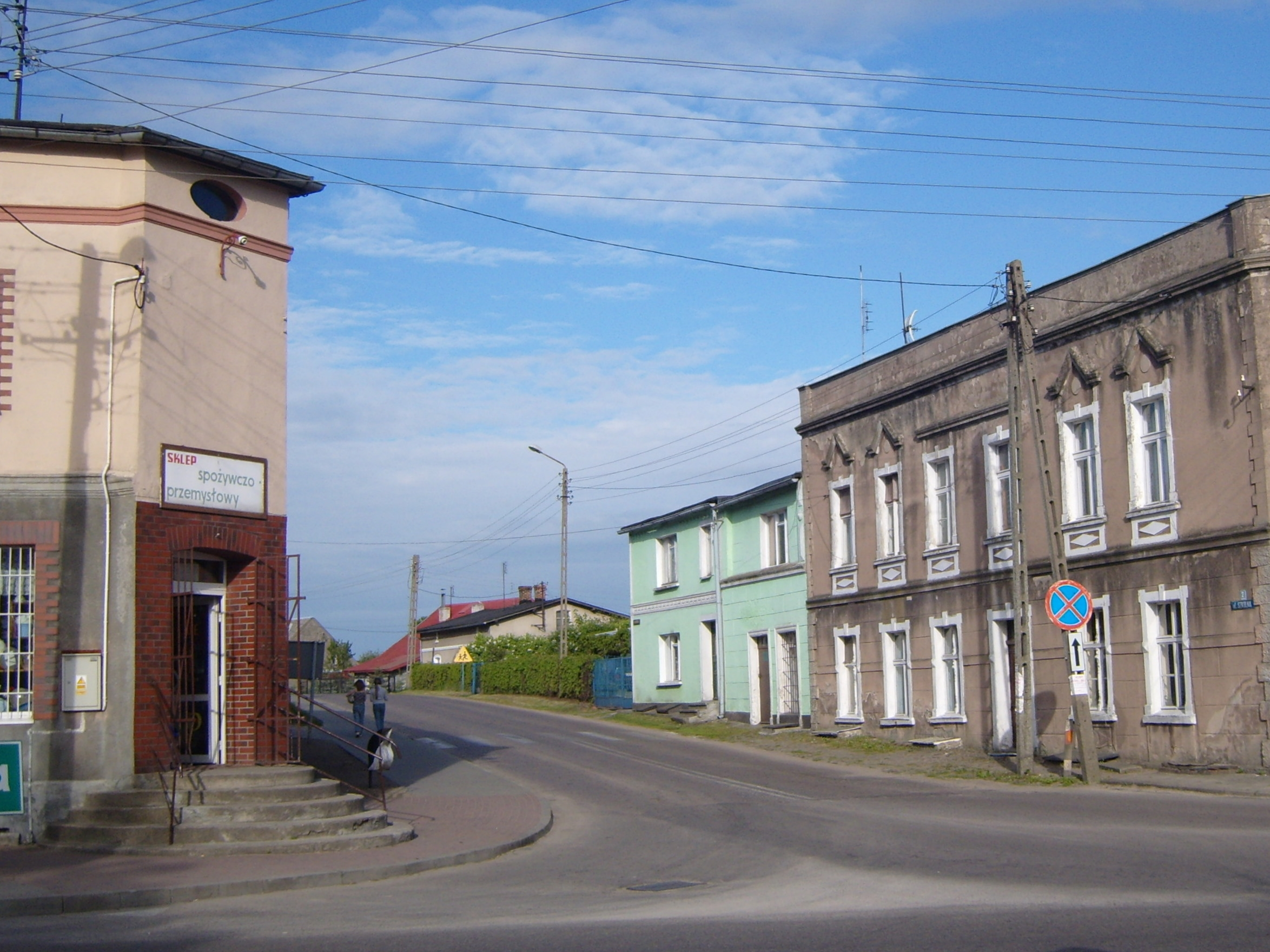
Ortsmitte

Borzechowo [bɔʒɛxɔvɔ] (deutsch u. a. Bordzichow) ist ein Dorf mit etwa 750 Einwohnern und gehört zur Landgemeinde Zblewo im Powiat Starogardzki (Landkreis Preußisch Stargard) in der Woiwodschaft Pommern in Polen. Seine Fläche beträgt 7,33 km².

## Geografie

### Geografische Lage
Borzechowo liegt am Rand der Bory Tucholskie (Tucheler Heide) inmitten der ethnisch-kulturellen Region Kociewie, in der Gemeinde Zblewo in Nordpolen. Südöstlich des Dorfes liegt der Große, südwestlich der Kleine Bordzichower See.

### Ortsgliederung
Zum Schulzenamt (sołectwo) Borzechowo gehören noch die Ortsteile:
- Nowe Borzechowo  (dt.: Forsteck) (heute vollständig eingegliedert)
- Wirty (Wirthy)
- Twardy Dół (Hartigsthal)
- Jeziornik (Seekathe)

### Nachbarorte
Im Uhrzeigersinn, von Norden aus:
- Radziejewo (Rathsdorf)
- Szteklin (Stecklin)
- Bietowo (Bietau)
- Lubichowo (Liebichau)
- Osowo Leśne (Ossowo)
- Mały Bukowiec (Klein Bukowitz)
- Zblewo (Hoch Stüblau)
- Białachowo (Weißfelde)

## Geschichte
Die erste urkundliche Erwähnung Borzechowos geht auf das Jahr 1241 zurück.
Es wird davon ausgegangen, dass der Ortsname Borzechowo aus dem Namen einer früheren Ritterfamilie, die den Ort besaß, und dem Zusatz -owo zusammengesetzt wird. Eine andere Theorie beruht darin, dass sich Borzechowo von dem polnischen Wort bór (dt.: Hochwald) ableitet. Diese These wird durch seine Lage mitten im Wald bekräftigt.
Der Ort hatte in den Jahren 1852 563, 1905 753 und 1910 706 Einwohner. Der Gutsbezirk wurde im Jahre 1909 zur Landgemeinde Forsteck (pl.:Nowe Borzechowo) umgewandelt.
Von 1975 bis 1998 gehörte Borzechowo zur Woiwodschaft Danzig.

### Umbenennungen
- vor der Abtretung an Polen am 10. Januar 1920: Bordzichow
- bis zum Zweiten Weltkrieg: Borzechowo
- im September 1939 wieder: Bordzichow
- ab 26. Oktober 1939 (Beitritt zum Deutschen Reich): Bordsichau
- am 25. Juni 1942 Umbenennung in: Borchau
- nach Kriegsende wieder: Borzechowo

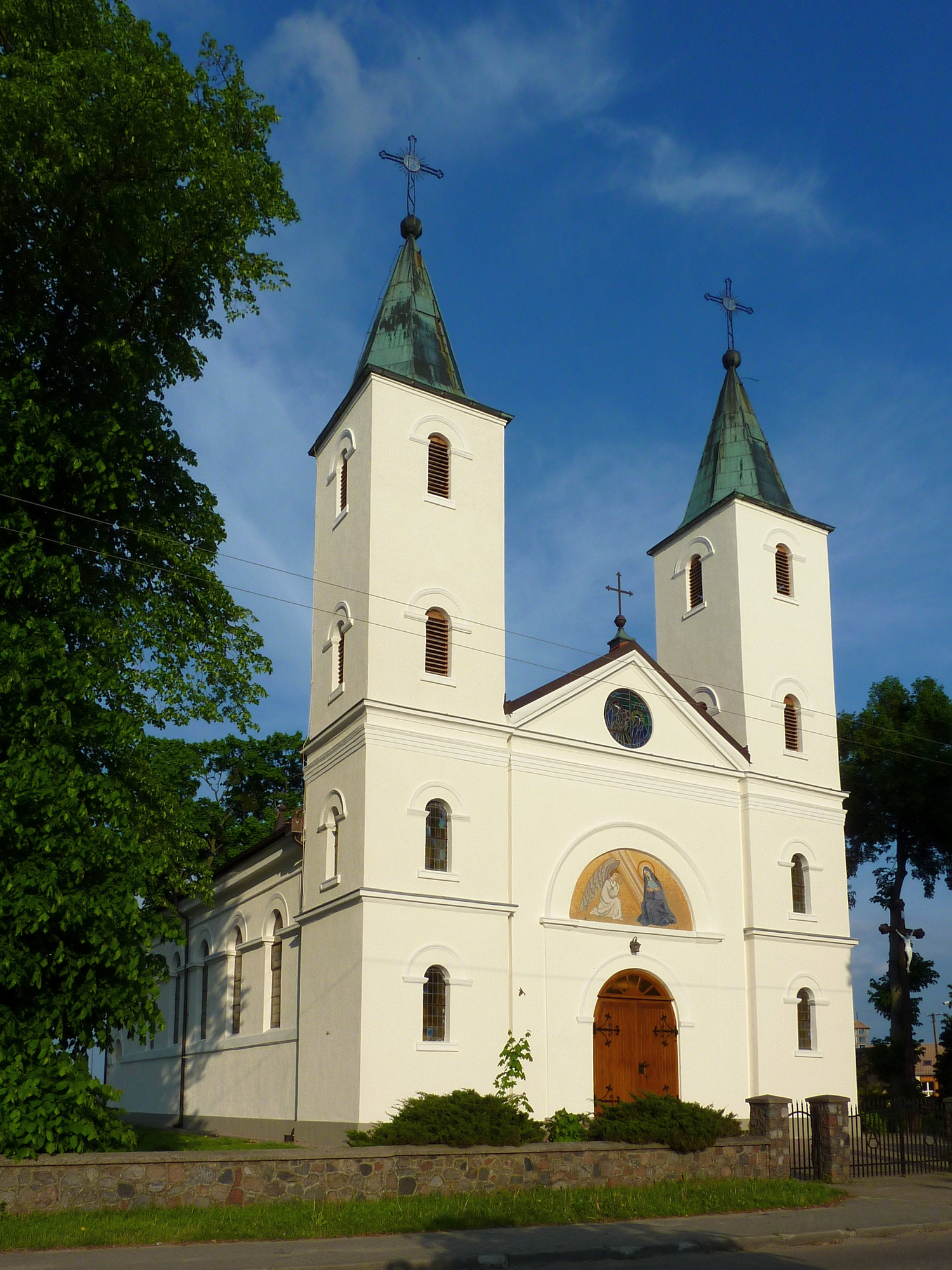
St.-Anna-Kirche

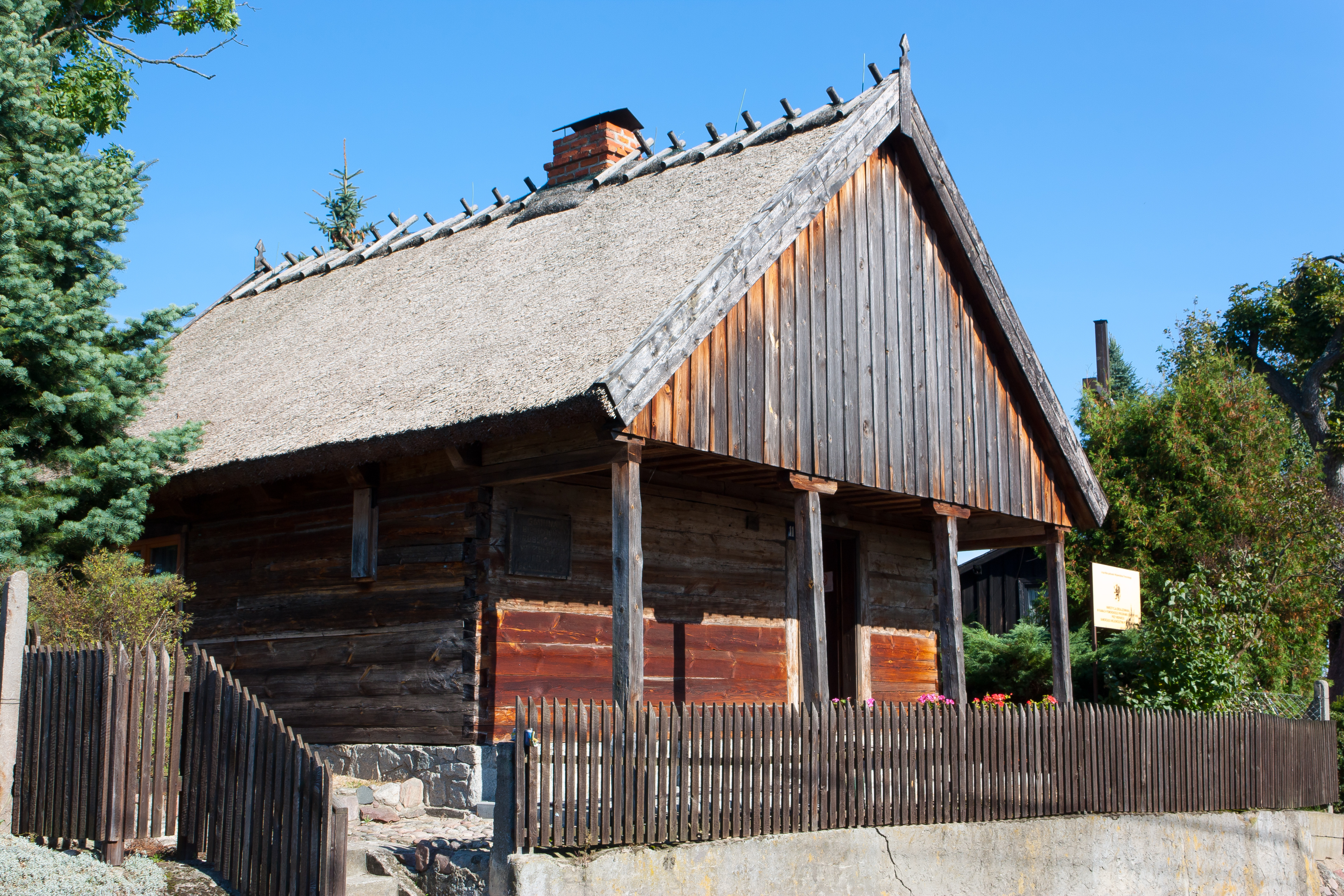
Laubenganghütte

## Religion
1565 wurde auf der größten der drei Inseln im Jezioro Borzechowskie Wielkie (Großer Bordzichower See) eine katholische Kapelle gebaut. Nach deren Zerstörung wurde im Jahre 1733 eine neue katholische Kapelle im Ort erbaut. Als diese 1833 komplett abbrannte, wurde auf deren Grundmauern noch im selben Jahr eine evangelische Kirche gebaut. Die Katholiken waren bis 1945 in Hoch Stüblau eingepfarrt.
Im Zweiten Weltkrieg wurde einer der ehemals drei Kirchtürme zerstört und nicht wieder aufgebaut. Nach 1945 gab es im Dorf nur noch wenige Protestanten, sodass die Kirche heute das Gotteshaus der katholischen Dorfpfarrgemeinde der St. Anna Pfarrei ist.
Seit 1945 hat Borzechowo einen Friedhof. In der Zeit davor wurden die Toten in Osowo Leśne (Ossowo) bestattet.

## Kultur und Sehenswürdigkeiten

### Bauwerke
- Die Pfarrkirche St. Anna wurde 1833 im klassizistischen Stil erbaut und war bis 1945 evangelisch, seitdem römisch-katholisch
- Chata Podcieniowa, Laubenganghütte aus dem 19. Jahrhundert (Fundament von 1625)

### Parks, Naturschutzgebiete und Naturdenkmale
- Arboretum Wirty (33,6 ha)
- Moor von Twardy Dół (1,4 ha, Naturschutzgebiet)
- Lipa Sobieskiego (Sobieski-Linde)[1]

### Seen
- Jezioro Borzechowskie Wielkie (253 ha)
- Jezioro Borzechowskie Małe (20,8 ha)
- Jezioro Niedackie (115,3 ha)

## Wirtschaft und Infrastruktur

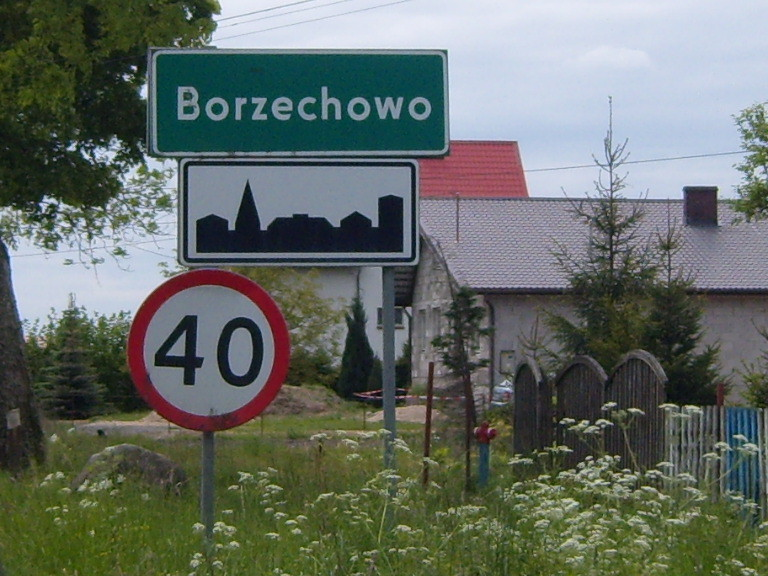
Ortsschild von Borzechowo

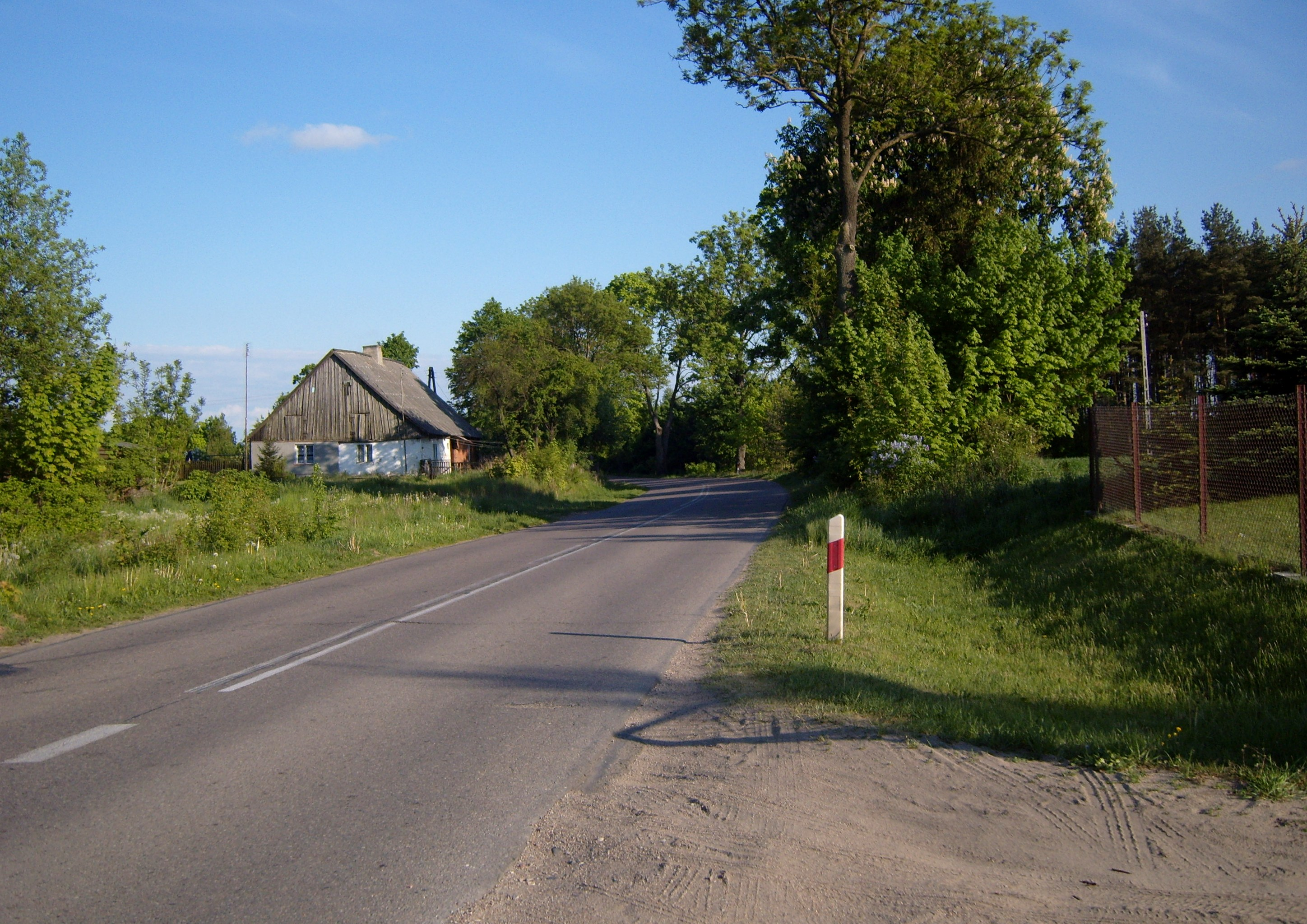
Woiwodschaftsstraße 214

Borzechowo liegt an der Woiwodschaftsstraße 214 zwischen Zblewo und Lubichowo. Außerdem führt eine Straße in Richtung Osowo Leśne und eine in Richtung Starogard über Radziejewo. Die nächste Stadt ist Starogard Gdański (17 km).
Straßennamen in Borzechowo:
- ul. Lipowa (Lindenstraße)
- ul. Topolowa (Pappelstraße)
- ul. Wczasowa (Ferienstraße)
- ul. Kociewska (Kociewiestraße)
- ul. Leśna (Waldstraße)
- ul. Polna (Feldstraße)
- ul. Szkolna (Schulstraße)
- ul. Spacerowa (Spazierstraße)
- ul. Źródlana (Quellstraße)
- ul. Wichrowe Wzgorze (Wichrower Höhen)